# 今井了介
今井 了介（いまい りょうすけ、1971年11月20日 - ）は、日本の音楽プロデューサー、ソングライター、編曲家。ごちめし・さきめし・びずめし を運営するGigi株式会社代表取締役。

## 経歴
1990年代後半よりヒップホップ・ミュージック、リズム・アンド・ブルースのトラックメイカー、リミキサーとして活動を開始。1999年にプロデュースを手がけたDOUBLEの4枚目のシングル「Shake」のヒットでプロデューサーとして注目を集め、以降安室奈美恵、HOME MADE 家族、BENNIE K、MINMI、FUNKY MONKEY BΛBY'S、Full Of Harmony、三浦大知、伊藤由奈、w-inds.などの楽曲を手がける。
2002年には安室の転機となる「SUITE CHIC」を企画・発案。2003年にはチャリティープロジェクト「VOICE OF LOVE POSSE」を主宰、Foster Planを介してフィリピン、ガーナへの学校建設や楽器のプレゼント、2011年には国境なき医師団への音楽を通じたサポート、東北地方太平洋沖地震の際はSNSを通じNGOへの義援金支援など、音楽を通しての社会貢献活動も行う。
ZEEBRA、DJ KEN-BOによるプロジェクト「FIRSTKLAS」としてもプロデュースやアーティスト活動を行い、2004年には、MTVジャパンによるオーディション番組「STAR TOUR」企画・出演、同MTVのビデオミュージックアワードではプレゼンターも務めた。
2005年より自身のプロジェクトであった「TinyVoice,Production」を法人化し若手トラックメイカーの育成にも注力、UTA・MANABOONなど新進プロデューサーを世に送り出している。同年、TinyVoice初となるスタジオ 「Studio Vision」を開設。
その後TEEへ提供した楽曲「ベイビー・アイラブユー」は、シェネルや海外を含む数々のアーティストによる多数のカバーも含め総計1000万ダウンロードを超える大ヒット。
2016年リオデジャネイロオリンピックNHK公式テーマソング安室奈美恵「Hero」の作詞・作曲・プロデュース。同曲は2019年日本音楽著作権協会賞金賞を受賞。
2019年、Little Glee Monsterによるラグビーワールドカップ2019NHK公式テーマソング「ECHO」を作詞・作曲・プロデュース。同曲は同年の第61回日本レコード大賞・優秀作品賞を受賞、第70回NHK紅白歌合戦でも歌唱された。
マスタリング・スタジオ「ARTISANS MASTERING STUDIO」を中目黒に開設。初の書籍となる「さよなら、ヒット曲」(ぴあ)を上梓。アーティストの発掘・育成、コライトセッション、海外作家の発掘など、グローバルな視点での音楽制作を軸に更に活動の幅を広げている。

### ごちめし関連
2019年10月よりフードテック企業Gigi株式会社にて、飲食店の食事をギフト化できるweb / ITサービス「ごちめし」をスタート。2020年には、ごちめしのプラットフォームを使ったコロナ禍における飲食店支援「さきめし」が、日本ギフト大賞・グッドデザイン賞BEST100及び新ビジネスデザイングッドフォーカス賞・ACC銅賞を受賞、創業役員が2021年ForbesアジアU30アントレプレナーに選出。2021年には法人向けの福利厚生サービス「びずめし」がローンチ。2023年には内閣府のSDGs 官民連携プラットフォーム優秀賞を受賞したこども食堂支援事業「こどもごちめし」が本格ローンチ予定。

## 主なプロデュース及び提供作品
- YUKI
  - 「My lovery ghost」「good girl」
- 安室奈美恵
  - 「Sexy Girl」「Hero」
- SUITE CHIC
  - 「Just Say So」「You Got Time」「GOOD LIFE」
- DOUBLE
  - 「Shake」「Driving All Night」「ABC」「handle feat.F.O.H.」
- DOUBLE&安室奈美恵
  - 「Black Diamond」
- Little Glee Monster
  - 「ECHO」「In Your Calling」
- TEE・Che'Nelle
  - 「 ベイビー・アイラブユー」
- 浜崎あゆみ
  - 「Two of us」
- HOME MADE 家族
  - 「Frontier」「おぼえてる。」「二人がいいね」「君がくれたもの」「L.O.V.E.」
- BENNIE K
  - 「Sunshine」「Superdome」「NAI」「P DAD」「MY WAY」「ワイハ」
- w-inds.
  - 「Paradox〜TinyVoice,Production REMIX(REMIX)」
  - 「w-inds.Single Mega-Mix(REMIX SINGLE)」
  - 「New World」「Intercode」「New World(album edition)」「Re:vision」（作曲はUSK TRAK）「Let's get it on」「T2P」「黄昏One Way」「Rock your body」「Turned up」「Make you mine」「K.O.」「The Right Thing」「I'm all yours」「FIND ME」
- w-inds.,FLAME & Lead
  - 「buddies Mega Mix〜TinyVoice,Production REMIX(REMIX)」
- FUNKY MONKEY BΛBY'S
  - 「超I love you」
- AAA
  - 「Shalala キボウの歌」
- 浦田直也
  - 「TURN OVER」「Baby Bang! feat.SPHERE」「voice of mind」「Like a tatoo」
  - 「Starting all over」（作詞のみ）
- 三浦大知
  - 「Super star」「Be Shining」
  - 「Make it happen」「the theme of D-ROCK with U」
- 田中ロウマ
  - 「New Day」
- 伊藤由奈
  - 「Faith」｢love you」
- ピ（Rain)
  - 「Free way」「Feel so Right」「Sad Tango」「Slowly」
- LISA
  - 「It's on」「I, Rhythm」
- MINMI
  - 「Once Upon a Star」「superstitious」
- Full Of Harmony
  - 「BE ALRIGHT」「TAKE IT SLOW」「IN MY LIFE」「Tyhoon」「SEXY WORLD」
  - 「love song」「THE RIDE」「Crazyfor you」「I believe」「Ignition」「Party Time」
- F.O.H feat.吉田美和
  - クリスマスアルバム「Wishing A Special Christmas To You」
- 鈴木雅之
  - 「浪漫Soul with MURO」
- TSUYOSHI
  - 「優しい涙」
- YA-KYIM
  - 「Happy the globe」「Boy U don't know」「Love Styles」
- Sowelu
  - 「Love is stronger than pride」「Slow Jam」
- AI
- 「Hot Spot feat. UZI」「PARADISE」
- VOICE OF LOVE POSSE
  - 「Voice Of Love」
- ZEEBRA
  - 「Perfect Queen」「Big Big Money feat.HIRO(F.O.H)」
- DA PUMP
  - 「CORAZON」「Sparkle」「Around The World(Remix)」
- ISSA
  - 「Shape of love」
- EXILE
  - 「Let me love you down feat.ZEEBRA & Maccho」
- Heartsdales
  - 「Baby Shine」「U RA RA」
- ラッパ我リヤ
  - 「HONBAN feat.AKTION」
- 山本領平
  - 「let's get together」
- Palm Drive
  - 「Holiday feat.BoA & FIRSTKLAS」
- 宇多田ヒカル
  - 「For You」プロモーション用Remix
- kirari
  - 「to be lover」「rebirth」
- ZEEBRA feat.DOUBLE
  - 「プラチナム･デート」(DJ Ken-Bo共同プロデュース)
- 嶋野百恵
  - 「Jr. BUTTERFLY」
- Folder
  - 「I WANT YOU BACK」「サヨナラガイエナイ」
  - 「溶けてゆく太陽」「HELLOW AGAIN(Remix)」
- 小柳ゆき
  - 「天使のささやき」「melodies」
- Sugar Soul
  - 「Shake it up & Give it up」
- モーニング娘。
  - 「未来の扉」
- ゴリけん・パラシュート部隊
  - 「オン・ザ・ロード」
- 鈴木愛理
  - 「DISTANCE」
- 鈴木愛理 × Blue Vintage
  - 「Apple Pie」
- 嵐
  - 「Winter days」「Circle」
- 関ジャニ∞
  - 「YES」
- 佐々木彩夏
  - 「Lady Cat」
- Ayumu Imazu
  - 「Stranger」「Tangerine」「Over You」「Butterfly」